# Chiara Milanesi
Chiara Milanesi (24 marzo 1975) è un'ultramaratoneta italiana.

## Biografia
Ha iniziato a correre a livello amatoriale nel 2004, esordendo in una ultramaratona nel 2013; nel corso degli anni ha partecipato a gare su varie distanze, da 50 km alle 24 h su strada.
Nel 2016, grazie anche alla distanza di 202,3 km corsa nella vittoriosa 24 h di Cesano Boscone nel medesimo anno, è stata convocata in nazionale per partecipare al Campionato Europeo IAU di 24 h su strada, piazzandosi in 33ª posizione assoluta con una distanza di 198,68 km percorsi; nell'occasione, la nazionale femminile italiana chiude all'ottavo posto assoluto nella classifica a squadre.
Nel 2017 con un tempo di 8h34'43" è arrivata seconda assoluta alla 100 km di Seregno (piazzamento che già aveva ottenuto l'anno precedente), dietro alla tedesca Antje Krause: trattandosi della gara che assegnava il titolo di campione italiano, il piazzamento è quindi stato sufficiente anche per diventare campionessa italiana di 100 km su strada.
Nel 2019 ha vinto la medaglia d'argento ai campionati italiani di 50 km su strada, che, per l'occasione, venivano disputati alla 50 km di Romagna, gara chiusa dalla Milanesi in un tempo di 3h41'13", suo personale sulla distanza.

## Campionati italiani
2017
- Oro ai campionati italiani di 100 km su strada
- Bronzo ai campionati italiani di 50 km su strada[12] - 3h50'42"
- Argento ai campionati italiani master di 50 km su strada, categoria SF40[13] - 3h50'42"

2019
- 22ª ai campionati italiani di maratona - 3h17'29"[14]
- Argento ai campionati italiani di 50 km su strada - 3h41'13"
- Oro ai campionati italiani master di 50 km su strada, categoria SF40 - 3h41'13"[15]

2020
- 8ª ai campionati italiani di maratona - 2h56'52"[16]

2021
- Oro ai campionati italiani di 6 h - 75,541 km

2022
- 4ª ai campionati italiani master di 10 km su strada, categoria SF45 - 39'04"

2023
- 6ª ai campionati italiani di maratona - 2h50'12"

## Altre competizioni internazionali
2008
- Bronzo alla 50 km lungo l'Adda, 50 km - 4h12'48"
- 33ª alla Maratona di Venezia ( Venezia) - 3h24'28"

2010
- 7ª alla Maratona di Bergamo ( Bergamo) - 3h37'20"[17]

2013
- Argento alla 6 h di Costa Masnaga ( Costa Masnaga) - 63,8 km[18]
- 5ª alla Ultra K Marathon, 50 km - 4h42'52"[19]
- 7ª alla Maratona di Verona ( Verona) - 3h17'55"[20]

2014
- 29ª alla 100 km del Passatore - 10h40'33"
- Bronzo alla 60 km di Seregno ( Seregno) - 5h13'41"[21]
- 5ª alla 50 km di Romagna ( Castel Bolognese) - 4h25'35"[22]

2015
- Oro alla 24 heures 'No Finish Line' di Monte Carlo ( Monte Carlo), 24 h - 175,3 km[23]
- Oro alla 12 h di Costorio ( Costorio), 12 h - 111 km[24]
- Oro alla Ultramaratona del Tricolore ( Reggio Emilia), 12 h - 116,4 km[25]
- Argento alla Lupatotissima ( San Giovanni Lupatoto), 6 h - 61,3 km[26]
- 10ª alla 100 km del Passatore - 9h46'16"[27]
- 11ª alla 50 km di Romagna ( Castel Bolognese) - 4h18'59"
- 24ª alla Maratona del Mugello ( Borgo San Lorenzo) - 3h37'30"

2016
- 33ª al Campionato Europeo IAU di 24 h - 198,68 km[5]
- Oro alla Sri Chinmoy Running Festival Milano, 24 h - 202,3 km[28]
- Oro alla 12 h di Costorio ( Costorio), 12 h - 107,2 km[29]
- Bronzo alla Lupatotissima (12 h) ( San Giovanni Lupatoto) - 61,3 km[30]
- Argento alla 100 km di Seregno ( Seregno) - 9h27'59"[31]
- 8ª alla 100 km di Asolo ( Asolo) - 12h21'31"
- Argento alla 6 h di Teodorico - 65,6 km[32]
- Argento alla Strasimeno - 4h48'56"[33]
- 4ª alla Ultra K Marathon ( Salsomaggiore Terme), 50 km - 4h27'56"

2017
- Argento alla 100 km di Seregno ( Seregno) - 8h34'37"[34]
- Oro alla 6 h di Villa Torre - 73,4 km[35]
- Bronzo alla Strasimeno ( Castiglione del Lago), 56 km - 4h36'17"[36]
- 7ª alla 50 km di Romagna ( Castel Bolognese) - 3h50'42"[37]
- 18ª alla Maratona di Siviglia ( Siviglia) - 2h50'42"
- 8ª alla Maratona di Verona ( Verona) - 2h58'23"[38]
- Oro alla Lake Garda Marathon - 2h59'52"[39]
- 8ª alla Mezza maratona di Lodi ( Lodi) - 1h23'47"[40]
- Argento alla Mezza maratona di Monza ( Monza) - 1h26'14"
- Argento alla Corsa sulla Quisa ( Villa d'Almè) - 38'09"[41]
- Bronzo al Bergamo Urban Trail ( Bergamo) - 1h45'58"[42]

2018
- 4ª alla 100 km del Passatore - 9h22'26"[43]
- Bronzo alla Strasimeno ( Castiglione del Lago), 56 km - 4h33'17"[44]
- 4ª alla 50 km di Romagna ( Castel Bolognese) - 3h52'08"[45]
- 11ª alla Milano Marathon ( Milano) - 2h53'13"[46]
- 10ª alla Maratona di Venezia ( Venezia) - 3h0515"[47]
- Bronzo alla White Marble Marathon ( Carrara) - 2h56'03"[48][49]
- Oro alla Sportway Lago Maggiore Marathon ( Verbania) - 2h57'01"[50]
- Argento alla Clusone-Alzano), 30 km - 1h59'17"[51]
- 6ª alla Maratona di Brescia ( Brescia) - 3h16'17"[52]
- 4ª alla Mezza maratona di Bergamo ( Bergamo) - 1h22'44"[53]
- Oro alla Mezza maratona di San Gaudenzio ( Novara) - 1h24'13"[54]
- Bronzo alla Maratonina di Treviglio ( Treviglio) - 1h24'22"
- 5ª alla Mezza maratona di Darfo Boario ( Darfo Boario Terme) - 1h24'40"[55]
- Argento alla Proai-Golem - 3h47'29"[56]
- Bronzo al Bergamo Urban Trail ( Bergamo) - 1h47'40"[57]

2019
- Argento alla 50 km di Romagna ( Castel Bolognese) - 3h41'13"[58]
- Oro (nella classifica per squadre miste maschili e femminili) alla Monza-Resegone - 3h45'06"[59]
- Oro alla Una Corsa da Re ( Venaria Reale), 30 km - 2h01'10"
- Oro alla Mezza maratona di San Gaudenzio ( Novara) - 1h22'56"[60]
- 5ª alla Maratonina di Treviglio ( Treviglio) - 1h23'25"
- 5ª alla io21ZERO97 ( Darfo Boario Terme) - 1h23'31"
- 9ª alla Mezza maratona di Bergamo ( Bergamo) - 1h24'21"
- Argento alla Mezza maratona di Vittuone ( Vittuone) - 1h24'54"[61]
- Bronzo alla Proai-Golem[62] - 3h34'07"[63]
- Oro al Bergamo Urban Trail ( Bergamo)

2020
- 4ª alla Mezza maratona di San Gaudenzio ( Novara) - 1h24'19"
- 5ª alla Mezza maratona di Bergamo ( Bergamo) - 1h25'40"
- 6ª alla Mezza sul Brembo ( Dalmine) - 1h26'45"
- Argento alla Chrono Day Nembro-Selvino ( Nembro-Selvino), 10,5 km

2021
- Oro alla 6 ore del Parco Nord ( Milano) - 75,711 km
- Oro alla BI-Ultra 6 h ( Biella) - 75,541 km
- Bronzo alla Strasimeno ( Castiglione del Lago), 58 km - 4h10'26"
- Argento alla Maratona di Bologna ( Bologna) - 2h56'00"
- 10ª alla Maratona di Pisa ( Pisa) - 3h02'08"
- 7ª alla Mezza maratona di Cremona ( Cremona) - 1h23'15"

2022
- Bronzo alla mezza maratona di Brescia ( Brescia) - 1h23'45"

2023
- 16ª alla Milano Marathon ( Milano) - 2h51'41"
- Oro alla mezza maratona di Brescia ( Brescia) - 1h22'53"